# 平山街道 (惠东县)
平山街道是中國廣東省惠州市惠東縣下轄的一個街道。轄區總面積132.03平方公里，下轄13個社區11個村。人口236,877人，其中農業人口約3.3萬人。

## 經濟
目前有各類工業企業1415家，主要為製鞋、制衣為龍頭，電子、五金、皮具、塑膠、建材、傢具等工業行業。境內設有縣民營科技工業園、嘉豪運工業園、百丘田經濟園、制衣、製鞋特色工業園正成為新一輪經濟發展的「聚寶盆」。2006年1-8月，平山生產總值13.2億元，工業總產值36.98億元，農業總產值1.54億元，社會消費品零售總額19.54億元。
2005年，平山被評為「廣東省文明鎮」、「惠州市最具競爭力十大名鎮」、「維護穩定和社會治安綜合治理先進單位」、「人口與計劃生育先進單位」等。

### 大學教育
- 廣播電視大學

### 中學教育
- 平山中學
- 平山第二中學
- 平山第三中學
- 飛鵝中學
- 惠東中學
- 惠東職業中學
- 譚公中學

### 小學教育
- 平山第一小學
- 平山實驗小學
- 平山中心小學
- 平山第二小學
- 平山第三小學
- 平山第五小學
- 平山第六小學
- 平山第七小學
- 黃排小學
- 青雲小學

## 體育
- 惠東縣呂欽象棋館
- 惠東縣田徑場
- 惠東縣游泳場
- 惠東縣體育中心
- 惠東縣體育館
- 惠東縣網球場
- 惠東縣訓練館

另外，平山於2000年2月，被廣東省評為「體育先進縣」。2000年11月，被評為「全國體育先進縣」。2004年，平山被廣東省評為「象棋之鄉」。2009年，平山將爭創「全國象棋之鄉」。

## 醫療服務
- 惠東縣婦幼保健院
- 惠東縣人民醫院

## 博物館
- 惠东县博物馆

## 公園
- 惠東公園
- 橋頭公園
- 惠東文化廣場
- 南湖公園
- 西枝江公園
- 街心公園

## 傳媒

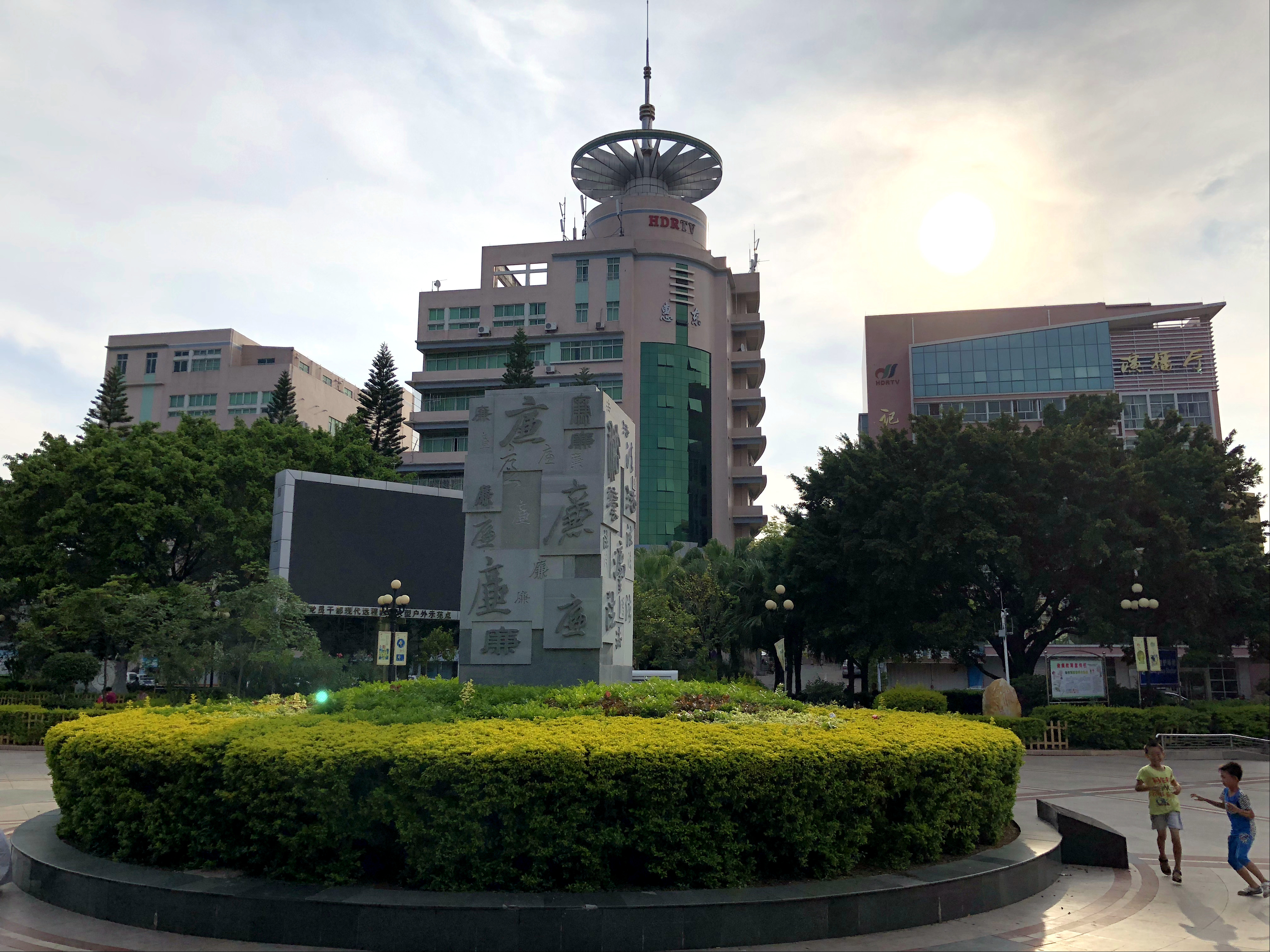
惠东县文化广场，后面是电视台。

- 惠州電視台
- 惠東電視台

## 交通
廣汕公路、深汕公路、深汕高速、廣惠高速及惠莞高速均穿境而過，縣城每天有多班豪華巴士直通香港，僅需2小時車程。惠東已形成了以港口、高速公路為主體的立體交通網絡，為貨物集散、與國內外大市場對接提供了優越條件。

### 公交
| 编号 | 线路                        | 运营公司 |
| ---- | --------------------------- | -------- |
| H1   | 惠东高级中学⇆厦深铁路惠东站 | 惠东交投 |
| 2    | 惠东汽车客运总站⇆谟岭       | 惠东交投 |
| 123  | 惠东人民医院⇆梁化客运站     | 惠东穗梁 |
| 678  | 城南客运站⇆黄埠客运站       | 粤惠运输 |
| D1   | 火车站⇆粤惠苑               | 东部客运 |

### 專線巴士
- 777：淡水↔城南站（經：淡水、沙田、白花、平山）

## 外部連結
- 惠東縣人民政府門戶網站
- 俊鹏汽车公司-惠东县俊鹏公共汽车有限公司